# Phyllophaga santiagozai
Phyllophaga santiagozai är en skalbaggsart som beskrevs av Moron 2011. Phyllophaga santiagozai ingår i släktet Phyllophaga och familjen Melolonthidae. Inga underarter finns listade i Catalogue of Life.